# Rhomboidella vaillanti
Rhomboidella vaillanti is een tweekleppigensoort uit de familie van de Mytilidae. De wetenschappelijke naam van de soort is voor het eerst geldig gepubliceerd in 1869 door Issel.